# Списак епизода серије Симпсонови
Симпсонови су америчка анимирана серија коју је створио Мет Грејнинг за Телевизијску компанију Фокс. Серија је сатирична пародија америчке средње класе, а радња прати породицу Симпсонових коју чине Хомер, Марџ, Барт, Лиса и Меги. Радња серије је смештена у измишљеном граду Спрингфилду.
Симпсонови држе неколико рекорда на америчким телевизијама. То је најдужа анимирана серија и најдужа комедија ситуације у САД. Октобра 2016, у двадесетосмој сезони емитована је 600. епизода Симпсонових. Године 2009, обележена је 20. годишњица емитовања серије. Епизоде Симпсонових освојиле су десетине награда, укључујући и 31 Еми награда, 30 Ени награда и Пибоди награда.
Симпсонови су оборили рекорд по броју емитованих епизода престигнувши рекорд вестерн серије Gunsmoke која је имала 635 епизода после 20 година емитовања.
У Србији је првих 15 сезона емитовано на Пинку, док су се 16. и 17. сезона приказивале на телевизији Авала. Остале сезоне се, са одређеним закашњењем (примера ради, крајем августа 2018. године емитована је 21. сезона, иначе из 2010. године), емитују на српској локазизацији америчког Фокса. Ниједно од наведених приказивања није укључивало синхронизацију, већ искљичиво енглески оригинални аудио са српским титловима.

## Списак епизода

### 1. сезона (1989–90)
- 1.
- 2.
- 3.
- 4.
- 5.
- 6.
- 7.
- 8.
- 9.
- 10.
- 11.
- 12.
- 13.

### 2. сезона (1990–91)
- 14.
- 15.
- 16.
- 17.
- 18.
- 19.
- 20.
- 21.
- 22.
- 23.
- 24.
- 25.
- 26.
- 27.
- 28.
- 29.
- 30.
- 31.
- 32.
- 33.
- 34.
- 35.

### 3. сезона (1991–92)
- 36.
- 37.
- 38.
- 39.
- 40.
- 41.
- 42.
- 43.
- 44.
- 45.
- 46.
- 47.
- 48.
- 49.
- 50.
- 51.
- 52.
- 53.
- 54.
- 55.
- 56.
- 57.
- 58.
- 59.

### 4. сезона (1992–93)
- 60.
- 61.
- 62.
- 63.
- 64.
- 65.
- 66.
- 67.
- 68.
- 69.
- 70.
- 71.
- 72.
- 73.
- 74.
- 75.
- 76.
- 77.
- 78.
- 79.
- 80.
- 81.

### 5. сезона (1993–94)
- 82.
- 83.
- 84.
- 85.
- 86.
- 87.
- 88.
- 89.
- 90.
- 91.
- 92.
- 93.
- 94.
- 95.
- 96.
- 97.
- 98.
- 99.
- 100.
- 101.
- 102.
- 103.

### 6. сезона (1994–95)
- 104.
- 105.
- 106.
- 107.
- 108.
- 109.
- 110.
- 111.
- 112.
- 113.
- 114.
- 115.
- 116.
- 117.
- 118.
- 119.
- 120.
- 121.
- 122.
- 123.
- 124.
- 125.
- 126.
- 127.
- 128.

### 7. сезона (1995–96)
- 129.
- 130.
- 131.
- 132.
- 133.
- 134.
- 135.
- 136.
- 137.
- 138.
- 139.
- 140.
- 141.
- 142.
- 143.
- 144.
- 145.
- 146.
- 147.
- 148.
- 149.
- 150.
- 151.
- 152.
- 153.

### 8. сезона (1996–97)
- 154.
- 155.
- 156.
- 157.
- 158.
- 159.
- 160.
- 161.
- 162.
- 163.
- 164.
- 165.
- 166.
- 167.
- 168.
- 169.
- 170.
- 171.
- 172.
- 173.
- 174.
- 175.
- 176.
- 177.
- 178.

### 9. сезона (1997–98)
- 179.
- 180.
- 181.
- 182.
- 183.
- 184.
- 185.
- 186.
- 187.
- 188.
- 189.
- 190.
- 191.
- 192.
- 193.
- 194.
- 195.
- 196.
- 197.
- 198.
- 199.
- 200.
- 201.
- 202.
- 203.

### 10. сезона (1998–99)
- 204.
- 205.
- 206.
- 207.
- 208.
- 209.
- 210.
- 211.
- 212.
- 213.
- 214.
- 215.
- 216.
- 217.
- 218.
- 219.
- 220.
- 221.
- 222.
- 223.
- 224.
- 225.
- 226.

### 11. сезона (1999–2000)
- 227.
- 228.
- 229.
- 230.
- 231.
- 232.
- 233.
- 234.
- 235.
- 236.
- 237.
- 238.
- 239.
- 240.
- 241.
- 242.
- 243.
- 244.
- 245.
- 246.
- 247.
- 248.

### 12. сезона (2000–01)
- 249.
- 250.
- 251.
- 252.
- 253.
- 254.
- 255.
- 256.
- 257.
- 258.
- 259.
- 260.
- 261.
- 262.
- 263.
- 264.
- 265.
- 266.
- 267.
- 268.
- 269.

### 13. сезона (2001–02)
- 270.
- 271.
- 272.
- 273.
- 274.
- 275.
- 276.
- 277.
- 278.
- 279.
- 280.
- 281.
- 282.
- 283.
- 284.
- 285.
- 286.
- 287.
- 288.
- 289.
- 290.
- 291.

### 14. сезона (2002–03)
- 292.
- 293.
- 294.
- 295.
- 296.
- 297.
- 298.
- 299.
- 300.
- 301.
- 302.
- 303.
- 304.
- 305.
- 306.
- 307.
- 308.
- 309.
- 310.
- 311.
- 312.
- 313.

### 15. сезона (2003–04)
- 314.
- 315.
- 316.
- 317.
- 318.
- 319.
- 320.
- 321.
- 322.
- 323.
- 324.
- 325.
- 326.
- 327.
- 328.
- 329.
- 330.
- 331.
- 332.
- 333.
- 334.
- 335.

### 16. сезона (2004–05)
- 336.
- 337.
- 338.
- 339.
- 340.
- 341.
- 342.
- 343.
- 344.
- 345.
- 346.
- 347.
- 348.
- 349.
- 350.
- 351.
- 352.
- 353.
- 354.
- 355.
- 356.

### 17. сезона (2005–06)
- 357.
- 358.
- 359.
- 360.
- 361.
- 362.
- 363.
- 364.
- 365.
- 366.
- 367.
- 368.
- 369.
- 370.
- 371.
- 372.
- 373.
- 374.
- 375.
- 376.
- 377.
- 378.

### 18. сезона (2006–07)
- 379.
- 380.
- 381.
- 382.
- 383.
- 384.
- 385.
- 386.
- 387.
- 388.
- 389.
- 390.
- 391.
- 392.
- 393.
- 394.
- 395.
- 396.
- 397.
- 398.
- 399.
- 400.

### 19. сезона (2007–08)
- 401.
- 402.
- 403.
- 404.
- 405.
- 406.
- 407.
- 408.
- 409.
- 410.
- 411.
- 412.
- 413.
- 414.
- 415.
- 416.
- 417.
- 418.
- 419.
- 420.

### 20. сезона (2008–09)
- 421.
- 422.
- 423.
- 424.
- 425.
- 426.
- 427.
- 428.
- 429.
- 430.
- 431.
- 432.
- 433.
- 434.
- 435.
- 436.
- 437.
- 438.
- 439.
- 440.
- 441.

### 21. сезона (2009–10)
- 442.
- 443.
- 444.
- 445.
- 446.
- 447.
- 448.
- 449.
- 450.
- 451.
- 452.
- 453.
- 454.
- 455.
- 456.
- 457.
- 458.
- 459.
- 460.
- 461.
- 462.
- 463.
- 464.

### 22. сезона (2010–11)
- 465.
- 466.
- 467.
- 468.
- 469.
- 470.
- 471.
- 472.
- 473.
- 474.
- 475.
- 476.
- 477.
- 478.
- 479.
- 480.
- 481.
- 482.
- 483.
- 484.
- 485.
- 486.

### 23. сезона (2011–12)
- 487.
- 488.
- 489.
- 490.
- 491.
- 492.
- 493.
- 494.
- 495.
- 496.
- 497.
- 498.
- 499.
- 500.
- 501.
- 502.
- 503.
- 504.
- 505.
- 506.
- 507.
- 508.

### 24. сезона (2012–13)
- 509.
- 510.
- 511.
- 512.
- 513.
- 514.
- 515.
- 516.
- 517.
- 518.
- 519.
- 520.
- 521.
- 522.
- 523.
- 524.
- 525.
- 526.
- 527.
- 528.
- 529.
- 530.

### 25. сезона (2013–14)
- 531.
- 532.
- 533.
- 534.
- 535.
- 536.
- 537.
- 538.
- 539.
- 540.
- 541.
- 542.
- 543.
- 544.
- 545.
- 546.
- 547.
- 548.
- 549.
- 550.
- 551.
- 552.

### 26. сезона (2014–15)
- 553.
- 554.
- 555.
- 556.
- 557.
- 558.
- 559.
- 560.
- 561.
- 562.
- 563.
- 564.
- 565.
- 566.
- 567.
- 568.
- 569.
- 570.
- 571.
- 572.
- 573.
- 574.

### 27. сезона (2015–16)
- 575.
- 576.
- 577.
- 578.
- 579.
- 580.
- 581.
- 582.
- 583.
- 584.
- 585.
- 586.
- 587.
- 588.
- 589.
- 590.
- 591.
- 592.
- 593.
- 594.
- 595.
- 596.

### 28. сезона (2016–17)
- 597.
- 598.
- 599.
- 600.
- 601.
- 602.
- 603.
- 604.
- 605.
- 606.
- 607.
- 608.
- 609.
- 610.
- 611.
- 612.
- 613.
- 614.
- 615.
- 616.
- 617.
- 618.

### 29. сезона (2017–18)
- 619.
- 620.
- 621.
- 622.
- 623.
- 624.
- 625.
- 626.
- 627.
- 628.
- 629.
- 630.
- 631.
- 632.
- 633.
- 634.
- 635.
- 636.
- 637.
- 638.
- 639.

### 30. сезона (2018–19)
- 640.
- 641.
- 642.
- 643.
- 644.
- 645.
- 646.
- 647.
- 648.
- 649.
- 650.
- 651.
- 652.
- 653.
- 654.
- 655.
- 656.
- 657.
- 658.
- 659.
- 660.
- 661.
- 662.

### 31. сезона (2019–20)
- 663.
- 664.
- 665.
- 666.
- 667.
- 668.
- 669.
- 670.
- 671.
- 672.
- 673.
- 674.
- 675.
- 676.
- 677.
- 678.
- 679.
- 680.
- 681.
- 682.
- 683.
- 684.

### 32. сезона (2020–21)
- 685.
- 686.
- 687.
- 688.
- 689.
- 690.
- 691.
- 692.
- 693.
- 694.
- 695.
- 696.
- 697.
- 698.
- 699.
- 700.
- 701.
- 702.
- 703.
- 704.
- 705.
- 706.

### 33. сезона (2021–22)
- 707.
- 708.
- 709.
- 710.
- 711.
- 712.
- 713.
- 714.
- 715.
- 716.
- 717.
- 718.
- 719.
- 720.
- 721.
- 722.
- 723.
- 724.
- 725.
- 726.
- 727.
- 728.